# Izguba trupa
Izguba trupa (angleško: "hull loss") je tip letalske nesreče, v kateri se letalo poškoduje do te mere, da ga ni več mogoče popraviti, kar povzroči odpis. Izraz se uporablja tudi v situacijah, ko je letalo pogrešano, iskanje njegovih razbitin končano ali ko so razbitine logistično nedostopne.
Za merjenje relativnega tveganja leta oziroma letala se v celotni letalski industriji uporablja enota »število izgub trupa na 100.000 vzletov«. Med leti 1959 in 2006, v prvem delu dobe reaktivnih letal, 384 od 835 izgub trupov oz. 46 % ni bilo usodnih. Letalske družbe imajo zavarovanje za kritje izgube trupa na dvanajstmesečni osnovi. Pred napadi 11. septembra 2001 je lahko tipična zavarovalna vsota ob izgubi trupa dosegla 250 milijonov USD. 
Konstruktivna izguba trupa med drugim upošteva tudi druge naključne stroške poleg popravila, kot so reševanje razbitin, dodatni stroški logistike popravila neplovnega zrakoplova na kraju nesreče in ponovno certificiranje zrakoplova. Zavarovalne police, ki pokrivajo katero koli sredstvo amortizacije, običajno plačajo zavarovancu izračunano vrednost rabljenega predmeta, tako da bo objekt pogosto odpisan, saj so naključni stroški skoraj enaki stroškom nakupa nove zamenjave. 